# Goszczanów (gemeente)
De gemeente Goszczanów is een landgemeente in woiwodschap Łódź, in powiat Sieradzki.
De zetel van de gemeente is in Goszczanów.
Op 30 juni 2004 telde de gemeente 6000 inwoners.

## Oppervlakte gegevens
In 2002 bedroeg de totale oppervlakte van gemeente Goszczanów 123,01 km², waarvan:
- agrarisch gebied: 86%
- bossen: 6%

De gemeente beslaat 8,25% van de totale oppervlakte van de powiat.

## Demografie
Stand op 30 juni 2004:
| Omschrijving                   | Totaal | Totaal | Vrouwen | Vrouwen | Mannen | Mannen |
| ------------------------------ | ------ | ------ | ------- | ------- | ------ | ------ |
| eenheid                        | aantal | %      | aantal  | %       | aantal | %      |
| inwoners                       | 5852   | 100    | 2937    | 50,2    | 2915   | 49,8   |
| bevolkingsdichtheid (inw./km²) | 47,6   | 47,6   | 23,9    | 23,9    | 23,7   | 23,7   |

In 2002 bedroeg het gemiddelde inkomen per inwoner 1219,75 zł.

## Plaatsen
Chlewo, Chwalęcice, Czerniaków, Gawłowice, Goszczanów, Karolina, Kaszew, Klonów, Lipicze G, Lipicze Olendry, Lipicze W, Poniatów, Poniatówek, Poprężniki, Poradzew, Rzężawy, Sokołów, Stojanów, Strachanów, Sulmów, Sulmówek, Świnice Kaliskie, Wacławów, Waliszewice, Wilczków, Wilkszyce, Wola Tłomakowa, Wroniawy, Ziemięcin.

## Aangrenzende gemeenten
Błaszki, Dobra, Kawęczyn, Koźminek, Lisków, Szczytniki, Warta